# Чилийская система мер
До введения международной системы единиц в 1848 году в Чили использовалась своя система единиц.

## Единицы длины
- Легуа (legua), лига = 36 куадрам = 4,514 км
- Куадра (cuadra) = 37,5 эстадаля = 125,4 м
- Эстадаль (estadal) = 4 варам = 3,34 м
- Пье (pie), фут местный = 12 пульгадам = 27,83 см
- Пульгада (pulgada), дюйм местный = 2,3 см
- Пье (pie), фут английский = 12 пульгадам английским = 30,48 см
- Пульгада (pulgada), дюйм английский = 2,54 см

## Единицы площади
- Квадратная куадра (cuadra cuadrada) = 22 500 квадратным варам = 1,5725 га
- Квадратная вара (vara cuadrada) = 0,6989 квадратного метра

## Единицы объёма жидкостей
- Арроба (arroba) (в северных районах) = 8 асумбре = 35,5 литра
- Асумбре (azumbre) = 4 квартильям = 4,444 литра
- Квартилья (cuartilla) = 1,111 литра
- Арроба (arroba) (в центральных районах) = 40 литров

## Единицы объёма сыпучих веществ
- Фанега (fanega) = 12 алмудам = 96,996 литра
- Алмуд (almud) = 8,083 литра

## Единицы массы
- Карга (carga) = 1,5 квинтала испанского = 69,01 кг
- Квинтал (quintal) испанский = 4 арробам = 46 кг
- Квинтал (quintal) чилийский = 100 кг
- Арроба (arroba) = 25 либрам = 11,5 кг
- Либра (libra), фунт = 16 онсам = 460,093 г
- Онса (onza), унция = 16 адарме = 28,75 г
- Адарме (adarme) = 36 грано = 1,8 г
- Грано (grano) = 50 мг